# マイアーニ
| Majani（マイアーニ） | Majani（マイアーニ）                      |
| -------------------- | ----------------------------------------- |
| 国                   | イタリア                                  |
| 種類                 | 会社                                      |
| 創業                 | 1796年 ボローニャ イタリア                |
| 創業者               | テレーザ・マイアーニ                      |
| 製造商品             | チョコレート                              |
| WEBサイト            | http://www.majani.it http://www.majani.jp |

マイアーニ（Majani）は、イタリアの主にチョコレートの製造・販売を行うメーカー。
マイアーニ社は、1796年にテレーザ・マイアーニが"Laboratorio delle Cose Dolci"(お菓子工房)という名の小さな菓子店をボローニャの街に開いたのが始まり。この小さな手作り菓子の店は、ボローニャの街の聖ペトロニオ教会の横にあった。
マイアーニ社の商品で最も知られているのが、FIATチョコレート「イル・クレミーノ」で、この商品は1911年に自動車メーカーFIAT(フィアット)の依頼により、新型車タイプ4の宣伝広告用に作られたFIATロゴ入りのチョコレート。
1867年、1878年に開催されたパリ万博、1873年のウィーン万博、1881年のミラノ万博などをはじめ、マイアーニは、創業から現在に至るまで世界中で評価され、さまざまな賞を受賞してきている。そして「イタリア王国」誕生の年に、王室サヴォイア家の御用達にもなりました。2011年には、商工会議所から「イタリアの歴史を作った企業」との賞牌を受領した。

## 歴史
1796年にイタリアのボローニャで創業。テレーザ・マイアーニが開いた「お菓子工房」という名の小さな菓子店がその始まりで、その菓子店はボローニャの街の、聖ペトロニオ教会の横にあった。
1830年、マイアーニはボローニャの街の中心地(カルボネーズィ通り5番/7番)に5000平米の土地と建物を購入し、のちにマイアーニ・パレスと呼ばれるようになるこの建物は、一階に菓子工房とティーサロン付きの菓子店、2階にはマイアーニ家が暮らし、更に上の階はアパートとなった。
1856年、イタリア統一以前のイタリアがまだ小国に分かれていた頃のこと。ジュゼッペ・マイアーニはパスポートを手に、最新のチョコレート製造機を購入するためトリノ(現在はイタリア国内)まで出向いた。1867年1878年に開かれたパリ万博、1873年のウィーン万博、更には1881年ミラノ万博でも、マイアーニはヨーロッパ随一のチョコレートメーカーとしてその名を広く知られるようになり、王室サヴォイア家の公式な御用達企業となった。

### FIATチョコレート
1911年FIATチョコレート「イル・クレミーノ」は、自動車メーカー「FIAT」の依頼を受け、新型車「タイプ4」の広告宣伝用として誕生。ボローニャの会社が製造する製品の中で、もっとも知名度の高い製品が、このマイアーニ社の「FIATチョコレート」となる。現在も製造されるそのチョコレートは、当時の知識人（詩人ガブリエーレ・ダンヌンツィオ、発明家グリエルモ・マルコーニ、文学者ジョズエ・カルドゥッチ、医学者アウグスト・ムッリ、詩人オリンド・グエッリーニなど）からも評価を受けた。